# Madeleine Gans
Madeleine Gans, née David le 5 juin 1920 à Pont-à-Mousson en Lorraine et morte le 18 avril 2018 à Saint-Rémy-lès-Chevreuse, est une généticienne française principalement connue pour ses travaux sur la génétique du développement de la drosophile.

## Biographie
Après ses études de médecine, Madeleine Gans entre en 1945 dans le laboratoire de Boris Ephrussi à l’Institut de biologie physico-chimique à Paris. 
Elle soutient sa thèse en 1951 sur l’étude du mutant zeste chez Drosophila melanogaster. En 1956, elle travaille avec Georges Prévost, autre élève de B. Ephrussi, sur le champignon Coprinus radiatus, d’abord à l’Institut de biologie physico-chimique, puis dans le laboratoire de Génétique physiologique du CNRS à Gif-sur-Yvette et en 1967 au Centre de génétique moléculaire (CGM). En 1970, M. Gans revient au modèle Drosophile sur lequel elle abordera, par des méthodes génétiques, l’étude du développement. Elle poursuit ses recherches jusqu’en 1990.
Madeleine Gans effectue sa carrière scientifique tout d'abord au CNRS, comme stagiaire en 1945 et comme chargée de recherches en 1952. En 1953, elle entre à l'université où elle est nommée chef de travaux pratiques de génétique à la Sorbonne, puis, en 1961, professeur de génétique à la Faculté des sciences de Paris. En 1956, elle participe à la création du certificat de troisième cycle de génétique approfondie. En 1965, ce certificat devient le diplôme d’études approfondies de génétique. Piotr Slonimski et Madeleine Gans en assurent la direction pendant plusieurs années. Ce DEA a formé des centaines de jeunes chercheurs et a connu une notoriété nationale et internationale.
Madeleine Gans est élue correspondante à l’Académie des sciences en 1987.

## Travaux scientifiques

### Relations complexes entregénotypeetphénotypechez la Drosophile
Madeleine Gans effectue sa thèse sous la direction de B. Ephrussi, connu pour ses travaux, en collaboration avec George Beadle, sur les mutants de pigmentation de l’œil chez la Drosophile. Madeleine Gans publie en 1953 son travail de thèse intitulé « Étude génétique et physiologique du mutant z de Drosophila melanogaster ». Dans cette étude, M. Gans décrit la complexité des relations entre génotype et phénotype. Elle met en évidence dans ce système des phénomènes d’interaction entre gènes tels que transvection, effet de position et variégation.

### Analyse génétique chez le basidiomycèteCoprinus radiatus
À la fin des années 1950, à la suite des travaux de George Beadle et Edward Tatum, (prix Nobel de physiologie et médecine avec Joshua Lederberg en 1958), les études génétiques se sont orientées vers l’analyse fonctionnelle des gènes chez les ascomycètes. Après sa thèse, Madeleine Gans s'associe à Georges Prévost pour travailler sur un basidiomycète, Coprinus radiatus. En effet, il était possible de réaliser facilement chez les basidiomycètes, grâce à la présence d’une phase dicaryotique, les tests de complémentation fonctionnelle nécessaires à cette nouvelle approche. 
Une collection d'une centaine de mutants est constituée, des gènes intervenant dans des voies de biosynthèse d'acides aminés et des acides nucléiques sont identifiés et la cartographie génétique d'une soixantaine de ces marqueurs est effectuée. La première cartographie génétique à grande échelle d'un basidiomycète est ainsi réalisée ainsi que la première analyse de la structure fine d’un locus complexe chez le Coprin. 

### Étude génétique du développement chez la drosophile
À la suite des travaux précurseurs d’Edward Lewis sur les mutants homéotiques de la drosophile,, la méthodologie génétique s’est peu à peu imposée, à partir de la fin des années 1960, comme un outil majeur pour l’analyse des mécanismes de développement. En 1980, Christiane Nüsslein-Volhard et Eric Wieschaus
apporteront une confirmation magistrale de la puissance de cette méthodologie par leurs études sur la métamérisation de l’embryon. Ces trois chercheurs recevront le prix Nobel de physiologie et médecine en 1995.
En France, dès les années 1970, Madeleine Gans a été l’initiatrice de cette approche de génétique du développement. Madeleine Gans et son équipe ont mis en œuvre des mutagenèses extensives dans le but d’identifier les gènes, spécifiquement actifs pendant l’ovogenèse, dont les produits structurent l’ovocyte. M. Gans fait l’hypothèse que des mutations dans ces gènes (dits « à effet maternel ») affecteront des structures particulières chez les descendants (embryons, larves et même adultes) des femelles mutantes. Plus de 60 gènes seront identifiés dont l’étude ultérieure sera menée par M. Gans et son équipe,,, et par d’autres chercheurs, français et étrangers.
Dans l’une des mutagenèses, des mutations aux propriétés étonnantes sont identifiées conduisant à une stérilité femelle dominante totale, les mutations ovoD,. Des études ultérieures montreront que les produits du gène ovo sont impliqués dans la viabilité et l’identité sexuelle de la lignée germinale femelle. Madeleine Gans reconnait d’emblée l’outil exceptionnel qu’offrent ces mutations pour l’analyse clonale en lignée germinale femelle,,. Norbert Perrimon (en) en développera toutes les potentialités,,,. Des dizaines d’équipes de chercheurs en génétique du développement de la drosophile utiliseront ces outils.

### Contrôle de la mobilisation des éléments transposables pendant l’ovogenèse chez la Drosophile
Au cours de l’analyse génétique des mutants ovoD, Madeleine Gans découvre que, dans certaines conditions, les mutations ovoD réversent à haute fréquence (jusqu’à 6 %) en lignée germinale femelle. Les évènements de « réversion » transforment les mutations ovoD en mutations ovo0 qui se comportent comme une perte de fonction du gène ovo. Ces « réversions » s’accompagnent fréquemment de mutations de gènes adjacents (4 % des cas de réversions) ou ailleurs dans le génome (5 % des cas). La présence d’éléments transposables et leur mobilisation est l'hypothèse privilégiée pour expliquer ces résultats.
En 1989, l’équipe de M. Gans confirme que la mobilisation du rétrotransposon gypsy induit la « réversion » des mutations ovoD et que cette mobilisation dépend du génotype des mères des femelles ovoD/+. L’élément génétique responsable du contrôle de cette mobilisation, appelé flamenco (flam), est localisé dans l'hétérochromatine proximale du chromosome X. Dans la plupart des souches, flamenco est présent sous une forme allélique active (flamR, allèle restrictif) et gypsy ne transpose pas. Dans certaines souches, flamenco est présent sous une forme allélique mutante (flamP, allèle permissif) qui ne permet plus le contrôle de gypsy : gypsy transpose à haute fréquence dans la lignée germinale des filles de femelles homozygotes pour une mutation de flamenco.
Plusieurs équipes, préciseront ensuite les conditions de la mobilisation de gypsy et étudieront le locus flamenco,,. En 2007, l’équipe de G.J. Hannon montre que 87 % de la séquence de flam correspond à des répétitions en tandem de fragments de rétrotransposons et identifie ce locus comme un centre de production de piRNAs impliqués dans le « silencing » des transcrits des rétrotransposons dans les ovaires de drosophile.